# Pharcoura newthayorum
Pharcoura newthayorum är en tvåvingeart som beskrevs av Daniel J. Bickel 2007. Pharcoura newthayorum ingår i släktet Pharcoura och familjen styltflugor. Inga underarter finns listade i Catalogue of Life.